# Silurian
Los Silurians o Silurianos en español, son una especie de reptiles humanoides ficticia perteneciente a la longeva serie británica de ciencia ficción Doctor Who. La especie apareció por primera vez en la serie en el serial de 1970 Doctor Who and the Silurians, y fue creada por Malcolm Hulke. Los primeros Silurianos que aparecieron se mostraron como humanoides prehistóricos y científicamente avanzados de una antigua civilización que existió antes del hombre en la Tierra. En su historia, los silurianos se metieron en hibernación criogénica a sí mismos para sobrevivir a lo que ellos predecían como un gran cataclismo atmosférico causado por la llegada de un planetoide y al final ese cuerpo celeste es capturado por la gravedad del planeta convirtiéndose en la Luna, en las cámaras de hibernación ocurre una falla que los hace dormir intactos por 55 millones de años. Los Silurians que aparecieron en el serial de 1970 eran habitantes bajo tierra anchos y con tres ojos. En el serial de 1972 The Sea Devils, también de Hulke, se introdujo a sus parientes anfibios, los llamados Demonios Marinos. Tanto los Silurians como los Demonios Marinos aparecieron juntos en el serial de 1984 Warriors of the Deep. Tras este serial, los Silurianos no volvieron a aparecer nunca más en la serie clásica. En la serie moderna regresaron unos Silurianos ampliamente rediseñados en 2010, y desde entonces han aparecido de forma recurrente en la serie.
Normalmente llamados Silurianos, también han recibido otros nombres. Los términos "Silurianos" y "Eocénicos" eran nombres erróneos que les dieron los humanos, ya que las criaturas eran anteriores a esas épocas. También se usó el nombre Homo reptilia para describirlos, por primera vez en la serie en el episodio La Tierra hambrienta (2010).

## Apariciones
En su primera aparición en Doctor Who and the Silurians, un grupo de ellos despertó de la hibernación por la energía de una central nuclear cercana. El Tercer Doctor intentó inicialmente negociar un compromiso honorable con el líder de la colonia. Sin embargo, fue asesinado por su propio hijo, que deseaba una política más agresiva. Por tanto, los Silurianos intentaron reclamar el planeta a la humanidad liberando un virus mortal e intentando destruir los cinturones de Van Allen. Ambos planes fueron amenazados por el Doctor. A pesar de sus esfuerzos por alcanzar una solución pacífica, los Silurianos aún estaban dispuestos a exterminar a la humanidad, hasta que su base fue destruida por UNIT, a las órdenes del Brigadier Lethbridge-Stewart. En The Sea Devils (1972), una variedad anfibia de los Silurianos despertó de su hibernación por culpa del Señor del Tiempo renegado conocido como el Amo, que les convenció de que reclamaran el planeta a la raza humana. A pesar de los esfuerzos del Doctor por convencerles, los Demonios Marinos decidieron ir a la guerra, obligando al Doctor a destruir su base. Se reveló, sin embargo, que había muchas colonias todavía en hibernación por todo el planeta. Los Silurianos y los Demonios Marinos aparecieron juntos en Warriors of the Deep (1984), donde intentaron una vez más reclamar la Tierra a los humanos en el año 2084 tras una prolongada "guerra fría" entre facciones de la humanidad. Los Demonios Marinos de este episodio se describen como guerreros de élite, con armaduras estilo samurái a prueba de balas. El Quinto Doctor intenta en vano evitar el derramamiento de sangre para ninguna de las especies. Le dice a los acompañantes Tegan Jovanka y Turlough que le diera oxígeno a los Silurianos para mantenerles a salvo del gas hexachromite que liberó en la atmósfera de la base. El último Siluriano superviviente del episodio, sin embargo, fue asesinado por Turlough, dejando al Doctor abatido.
En la historia en dos episodios de 2010 La Tierra hambrienta / Sangre fría, los Silurianos despertaron en 2020 por unos trabajos de perforación subterránea. Esos Silurianos carecían del tercer ojo de sus parientes anteriores, y llevaban máscaras. Tras malinterpretar la perforación como un ataque deliberado contra los Silurianos, estos tomaron rehenes, incluyendo a la acompañante del Undécimo Doctor, Amy Pond. Los intentos del Doctor de una negociación entre humanos y Silurianos fracasaron cuando Alaya, una guerrera Siluriana sedienta de guerra, provocó a una madre humana para que la matara. El líder de los Silurianos, Eldane, reconoció que los humanos y los Silurianos tenían el potencial de unir lazos en el futuro, y permitió partir al Doctor y algunos de sus aliados, quedándose allí dos humanos para actuar de embajadores de la humanidad cuando todos despertaran de la animación suspendida en mil años.
En La Pandórica se abre, algunos Silurianos aparecene en el año 102 d. C. junto a varias razas enemigas del Doctor (Incluidos Daleks, Sontarans, Nestenes y otras especies) para apresar al Doctor en la mítica "Pandórica" para, ellos creen, salvar al universo de él. Otra Siluriana llamada Vastra aparece en Un hombre bueno va a la guerra (2011). Encontró al Doctor tras escapar del metro de Londres en la era victoriana, se convirtió en una detective con una acompañante humana, y mató a Jack el Destripador. El Doctor la llama para que luche junto a él cuando Amy es secuestrada.
Un médico Siluriano aparece atendiendo a Winston Churchill en La boda de River Song en una línea temporal abortada. Otro Siluriano aparece en Dinosaurios en una nave espacial (2012), en la pantalla de un ordenador. La nave titular es Siluriana y se dirigía a la búsqueda de un nuevo planeta con un cargamenteo de dinosaurios. La colonia Siluriana de la nave fue asesinada por el traficante Solomon antes del episodio. Vastra volverá a aparecer en Los hombres de nieve (2012), El horror escarlata y El nombre del Doctor (2013). En El horror escarlata, Vastra afirma que procede de hace 55 millones de años.